# Tauhiti Nena
Tauhiti Nena, né le 13 avril 1968 à Papeete, est un sportif et homme politique français de Polynésie française.

## Biographie

### Carrière sportive
Tauhiti Nena est champion de boxe aux Jeux du Pacifique Sud en 1995. Il préside le Comité olympique de Polynésie française à partir de 2016.

### Parcours politique
Membre de l'Union pour la démocratie, il est ministre de l'Éducation, de la Jeunesse et des Sports du gouvernement Temaru de 2011 à 2013.
Il se qualifie au second tour de l'élection législative partielle de 2014 dans la première circonscription de la Polynésie française, où il obtient 42 % des voix face à Maina Sage (Tahoeraa).
En 2016, il fonde le parti souverainiste Tau hotu rau. Scission du Tavini huiraatira de Temaru, le parti devient Hau Ma’ohi Ti’ama en 2022.
Il soutient Emmanuel Macron à l'élection présidentielle française de 2017 et Éric Zemmour à celle de 2022,. Entre les deux tours de la présidentielle de 2022, il appelle à voter pour Marine Le Pen.